# 2013년 칸 영화제
제66회 칸 영화제는 2013년 5월 15일부터 2013년 5월 26일까지 열린 영화제이다. 사회자는 오드리 토투이다.

## 수상

### 황금종려상
- 가장 따뜻한 색, 블루 - 압델라티프 케시시 수상
- 가장 따뜻한 색, 블루 - 레아 세이두 수상
- 가장 따뜻한 색, 블루 - 아델 에그자르코풀로스 수상

### 심사위원대상
- 인사이드 르윈 데이비스 - 조엘 코언 외 1명 수상

### 감독상
- 헬리 - 아마트 에스칼란테 수상

### 각본상
- 천주정 - 지아장커 수상

### 여우주연상
- 과거 - 베레니스 베조 수상

### 남우주연상
- 네브래스카 - 브루스 던 수상

### 심사위원상
- 그렇게 아버지가 된다 - 고레에다 히로카즈 수상

### 특별 언급
- 웨일 밸리 - 구두문두르 아르나르 구드문드손 수상
- 37°4 S - 아드리아노 발레리오 수상

### 황금종려상(단편)
- 세이프 - 문병곤 수상

### 감독상(주목할만한 시선)
- 호수의 이방인 - 알랭 기로디 수상

### 우수상(주목할만한 시선)
- 황금 우리 - 디에고 퀘마다 디에즈 수상

### AVENIR상(주목할만한 시선)
- 프루트베일 스테이션 - 라이언 쿠글러 수상

### 심사위원상(주목할만한 시선)
- 오마르 - 하니 아부 아사드 수상

### 황금카메라상
- 일로 일로 - 안소니 첸 수상

### 비평가 주간 대상
- 구원자 - 파비오 그라사도니아 외 1명 수상

### 시네파운데이션-1등
- 니들 - 아나히타 가즈비니자데 수상

### 시네파운데이션-2등
- 웨이팅 포 더 소우 - 사라 허트 수상

### 시네파운데이션-3등
- 인 더 피쉬볼 - 터도 크리스티안 저지우 수상
- 팬더스 - 마투스 비자르 수상

### 경쟁부문
- 위대한 개츠비 - 바즈 루어만
- 어 캐슬 인 이탈리아 - 발레리아 브루니 테데스키
- 인사이드 르윈 데이비스 - 조엘 코언 외 1명
- 마이클 콜라스 - 아르노 데 팔리에르
- 지미 P - 아르노 데스플레샹
- 헬리 - 아마트 에스칼란테
- 과거 - 아쉬가르 파라디
- 이민자 - 제임스 그레이
- 그리그리스 - 마하마트 살레 하룬
- 오직 사랑하는 이들만이 살아남는다 - 짐 자무쉬
- 천주정 - 지아장커
- 그렇게 아버지가 된다 - 고레에다 히로카즈
- 아델의 삶-1&2 - 압델라티프 케시시
- 짚의 방패 - 미이케 다카시
- 준 앤 졸리 - 프랑소와 오종
- 네브래스카 - 알렉산더 페인
- 비너스 인 퍼 - 로만 폴란스키
- 비하인드 더 캔덜라브러 - 스티븐 소더버그
- 라 그랜드 벨라자 - 파올로 소렌티노
- 보그만 - 알렉스 반 바르메르담
- 온리 갓 포기브 - 니콜라스 윈딩 레픈
- 줄루 - 제로미 샐레

### 주목할 만한 시선
- 더 미싱 픽처 - 리티 판 수상
- 더 블링 링 - 소피아 코폴라
- 오마르 - 하니 아부 아사드
- 데스 마치 - 아돌포 알릭스 주니어
- 프루트베일 스테이션 - 라이언 쿠글러
- 레 살로우드스 - 클레어 드니
- 노스, 더 엔드 오브 히스토리 - 라브 디아즈
- 애즈 아이 레이 다잉 - 제임스 프랭코
- 라이징 - 카트린 게베
- 밀레 - 발레리아 골리노
- 호수의 이방인 - 알랭 기로디
- 벤즈 - 플로라 라우
- 더 미싱 픽처 - 리티 판
- 죽음의 천사 - 루시아 푸엔조
- 황금 우리 - 디에고 퀘마다 디에즈
- 사라 프리퍼스 투 런 - 클로에 로비샤드
- 마이 스윗 페퍼랜드 - 이네 살림
- 그랜드 센트럴 - 레베카 즐로토브스키

### 비경쟁부문
- 올 이즈 로스트 - J.C. 챈더
- 블러드 타이즈 - 기욤 까네
- 더 라스트 오브 더 언저스트 - 클로드 란즈만

### 심야상영
- 몬순 슛아웃 - 아미트 쿠마
- 맹탐 - 두기봉

### 특별상영
- 무하마드 알리스 그레이티스트 파이트 - 스티븐 프리어스
- 스톱 더 파운딩 하트 - 로베르토 미너비니
- 애프터눈 오브 어 챔피언 - 프랭크 사이몬
- 시듀스 앤 어밴던드 - 제임스 토백
- 바이트 더 더스트 - 타이시아 이구멘체바

### 단편 경쟁부문
- 모어 댄 투 아워스 - 앨리 아스가리
- 콘돔 리드 - 아랍 나세르
- 웨일 밸리 - 구두문두르 아르나르 구드문드손
- 더 메토라이트 앤 임포텐스 - 사사키 오모이
- 몬트 블랑 - 질 콜리어
- 올레나 - 엘즈비에타 벤코프스카
- 오필리아 - 안나리타 잠브라노
- 세이프 - 문병곤
- 37°4 S - 아드리아노 발레리오

### 칸 클래식
- 마지막 지령 - 할 애쉬비
- 고하 - 자크 바라티어
- 마지막 황제 - 베르나르도 베르톨루치
- 네온 불빛 속의 마닐라 - 리노 브로카
- 여왕 마고 - 파트리스 쉐로
- 태양은 가득히 - 르네 클레망
- 미녀와 야수 - 장 콕토
- 스토리 오브 필름: 엔 오디세이 - 마크 코신스
- 쉘부르의 우산 - 자크 데미
- 오피움 - 아리엘 돔바슬
- 그랑 부프 - 마코 페레리
- 베어풋 인 더 키친 - 디에고 갈란
- 현기증 - 알프레드 히치콕
- 더디 크레이비츠의 수습 기간 - 테드 코체프
- 아름다운 5월 - 크리스 마르케
- 클레오파트라 - 조셉 L. 맨키위즈
- 8인의 시선 - 밀로스 포먼 외 5명
- 꽁치의 맛 - 오즈 야스지로
- 차룰라타 - 사티야지트 레이
- 히로시마 내 사랑 - 알랭 레네
- 럭키 루치아노 - 프란체스코 로시
- 보롬 사렛 - 우스만 셈벤
- 페도라 - 빌리 와일더
- 쉐퍼드 & 다크 - 트레바 움펠드
- 더 데저트 오브 더 타타스 - 발레리오 추를리니

### 시네파운데이션/단편부문
- 더 놈 오브 라이프 - 에브지니 비알로
- 더 매그니피슨트 라이온 보이 - 아나 카로 사보갈
- 햄 스토리 - 엘리스카 치트코바
- 듀엣 - 네이비드 다네쉬
- 바바가 - 강 드 랑게
- 니들 - 아나히타 가즈비니자데
- 웨이팅 포 더 소우 - 사라 허트
- 페이블 오브 어 블러드-드레인드 걸 - 알레한드로 이글레시아스
- 스텝시스터 - 조이 이조
- 애프터 더 윈터 - 조우즈웨이
- 인 더 피쉬볼 - 터도 크리스티안 저지우
- 선 - 김수진
- 어선시온 - 카밀라 루나 토레도
- 고잉 사우스 - 제퍼슨 모네오
- 댄스 마카브르 - 말고자타 로즈니아토브스카
- 투모로우 올 더 씽스 - 세바스찬 슈자에
- 에그자일 - 블라딜렌 비에니
- 팬더스 - 마투스 비자르